# Scombridae
Famille
Les Scombridés (Scombridae) forment une famille de poissons qui comprend les maquereaux, les thazards, les bonites et les thons.

## Description et caractéristiques

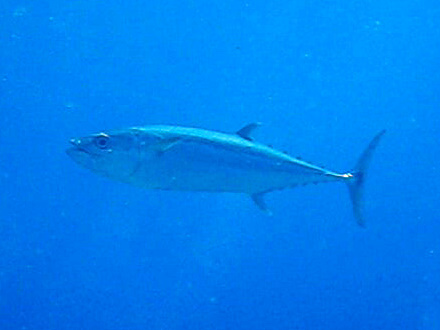
Thon à dents de chien (Gymnosarda unicolor)

Le corps est allongé et fusiforme, modérément comprimé dans quelques genres. Le nez est pointu, les prémaxilliaires en forme de bec, indépendantes des os nasaux qui sont séparés par l'os ethmoïdal. La bouche est grande, les dents implantées dans des mâchoires plus ou moins fortes. Il n'y a pas de vraies canines, et le palais et la langue peuvent porter des dents. Les deux nageoires dorsales sont séparées et contenues dans des cannelures avec 5-12 petites nageoires derrière la seconde dorsale et la nageoire anales. La première nageoire dorsale porte 9-27 rayons mous, commençant bien derrière la tête. Les nageoires pectorales sont haut sur corps. Les nageoires pelviennes sont petites ou moyennes avec six rayons mous, situées au-dessous des nageoires pectorales. La nageoire caudale est profondément fourchue et soutenue par des rayons caudaux couvrant complètement la plaque hypurale. Au moins deux petites quilles sont présentes sur chaque côté de base de la nageoire caudale, une plus grande quille entre sur pédoncule caudal chez les espèces plus évoluées. La ligne latérale est simple, et les vertèbres au nombre de 31 à 66.
Le corps est couvert de plus ou moins petites écailles ou d'un corselet écailleux développé (la zone située derrière à la tête et autour des nageoires pectorales est ainsi couverte de grosses écailles) et le reste du corps nu ou couvert d'écailles minuscules. Les membranes des branchies ne sont pas reliées à un isthme. Le genre Thunnus et ses parents proches ont un système vasculaire spécialisé pour l'échange de chaleur.
Ce sont majoritairement des prédateurs épipélagiques rapides et puissants. Certaines espèces s'approchent des eaux côtières, d'autres vivent loin du rivage. Les maquereaux (Scomber et Rastrelliger) filtrent le plancton avec leurs longs peignes branchiaux. Des maquereaux espagnols, des bonites et des thons se nourrissent de plus grandes proies, y compris de petits poissons, des crustacés et des calmars. Les prédateurs principaux de scombridés plus petits sont d'autres poissons prédateurs, particulièrement des thons et des marlins. Tous sont à reproduction sexuée, et la plupart n'affichent peu ou pas de dimorphisme sexuel. Les femelles de beaucoup d'espèces atteignent de plus grandes tailles que mâles. La reproduction de la plupart des espèces a lieu dans des eaux tropicales et subtropicales, fréquemment côtières. Les œufs sont pélagiques et les larves planctoniques.
Ces poissons figurent parmi les plus importants pour la pêche sportive. Ils sont sans aucun doute parmi les champions de l'évolution, de la dispersion géographique et de la fécondité.
On rencontre ces poissons dans les mers tropicales et subtropicales.

## Liste des sous-familles
Selon World Register of Marine Species (19 mars 2015) :
- Gasterochismatinae Lahille, 1903
  - genre Gasterochisma Richardson, 1845
- Scombrinae Bonaparte, 1831
  - genre Acanthocybium Gill, 1862   -- Thazard noir ou « Wahoo »
  - genre Allothunnus Serventy, 1948   -- Thons
  - genre Auxis Cuvier, 1829  -- Thons
  - genre Cybiosarda Whitley, 1935  -- Bonites
  - genre Euthynnus Lütken, 1883  --  Thonines
  - genre Grammatorcynus Gill, 1862  -- Thazards
  - genre Gymnosarda Gill, 1862  -- Bonites
  - genre Katsuwonus Kishinouye, 1915  --  Bonite à ventre rayé
  - genre Orcynopsis Gill, 1862  -- Thazards
  - genre Rastrelliger Jordan & Starks, 1908  -- Maquereaux
  - genre Sarda Cuvier, 1829   -- Bonites
  - genre Scomber Linnaeus, 1758   -- Maquereaux
  - genre Scomberomorus Lacepède, 1801  -- Thazards
  - genre Thunnus South, 1845  -- Thons

Selon Paleobiology Database (6 mars 2019) :
- genre † Godsilia Monsch[5], 2006
- genre † Pseudauxides Monsch[5], 2006

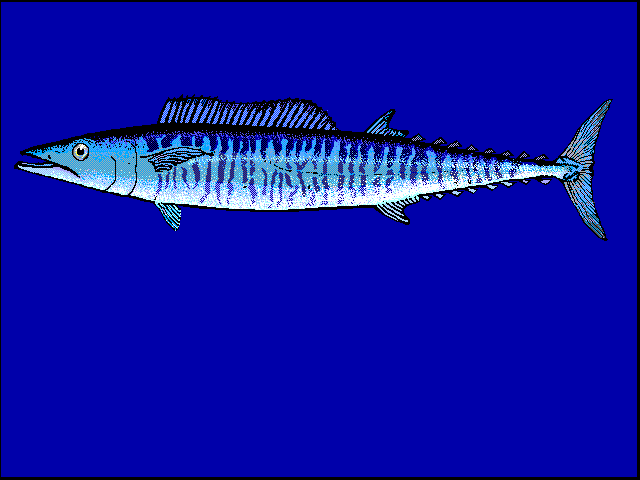
Acanthocybium solandri
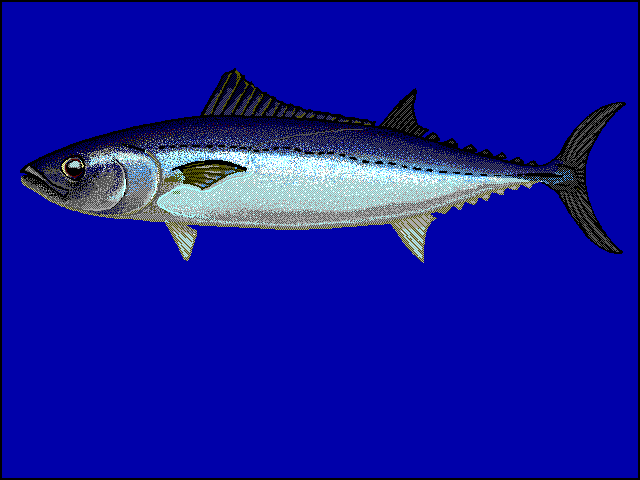
Allothunnus fallai
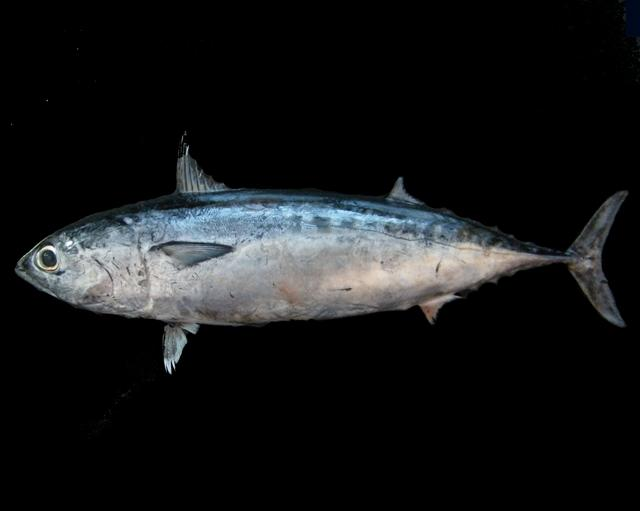
Auxis thazard
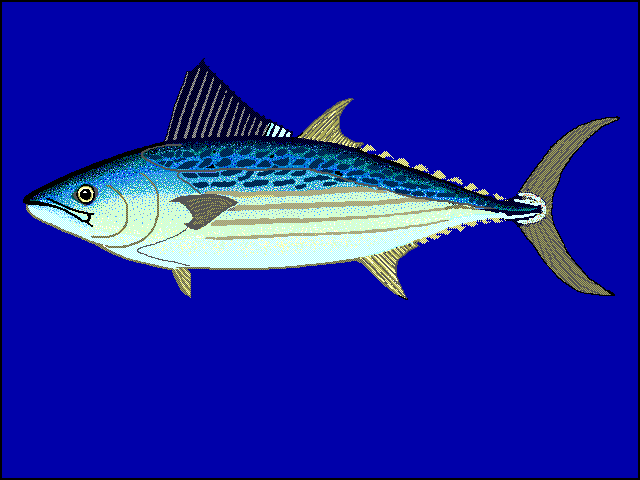
Cybiosarda elegans
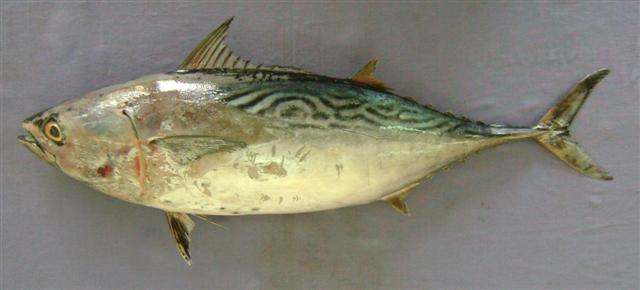
Euthynnus affinis
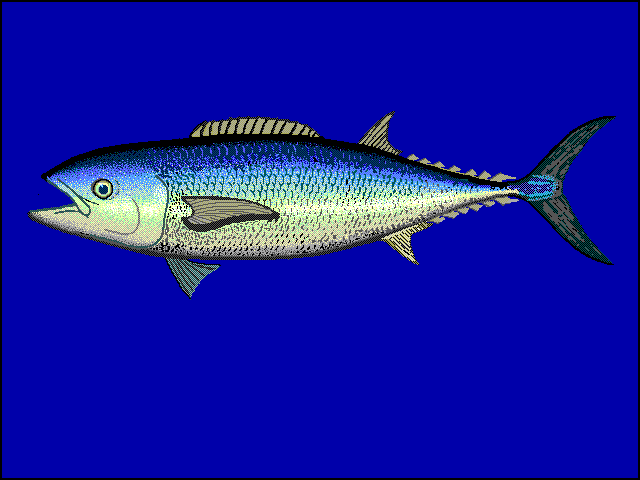
Gasterochisma melampus
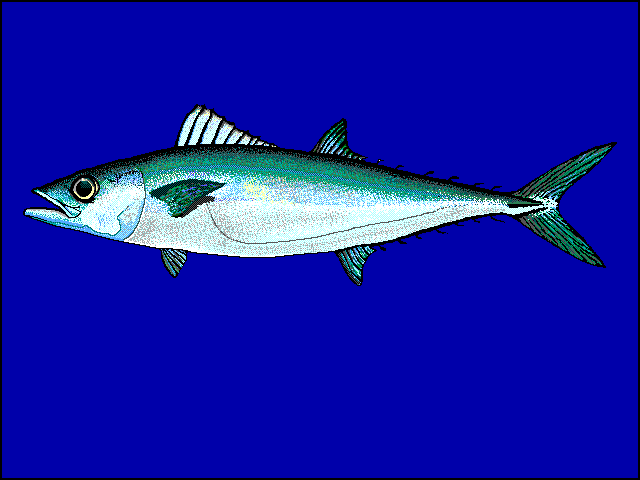
Grammatorcynus bilineatus
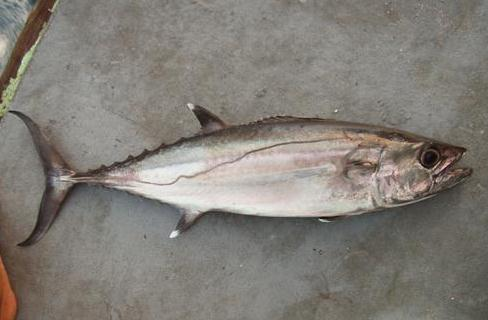
Gymnosarda unicolor
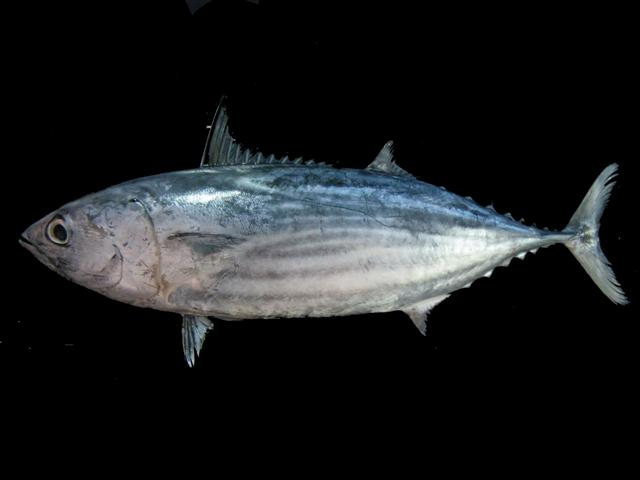
Katsuwonus pelamis
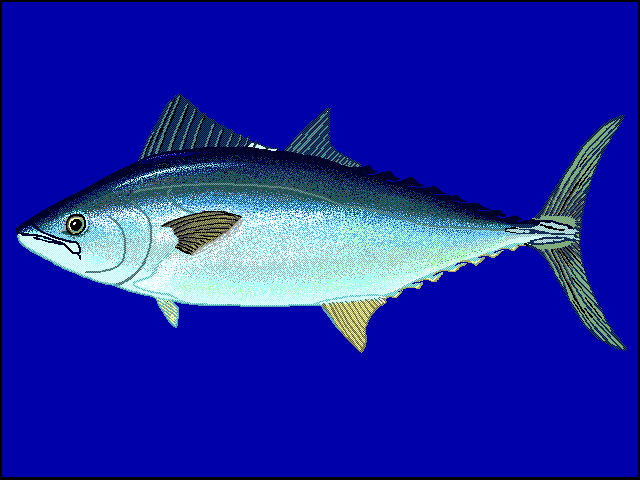
Orcynopsis unicolor
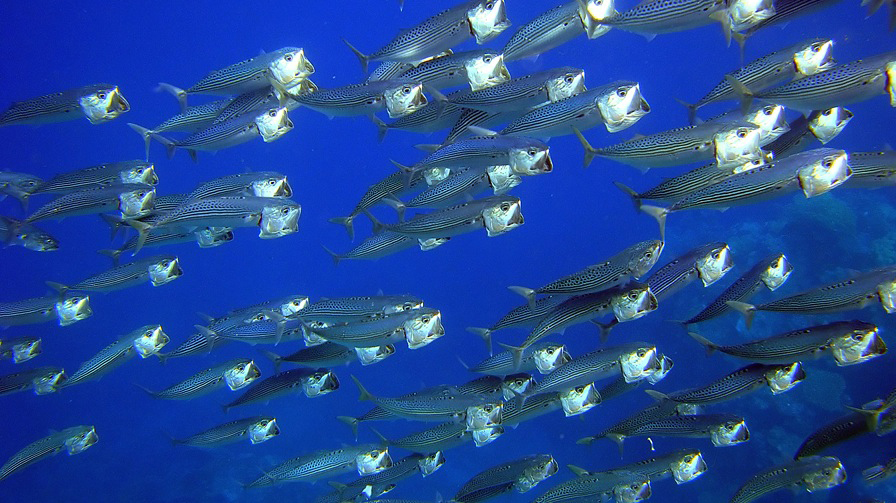
Rastrelliger kanagurta
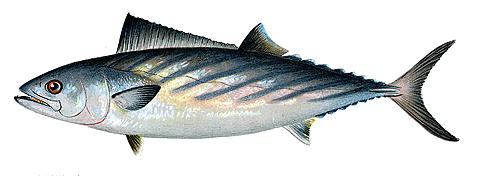
Sarda sarda
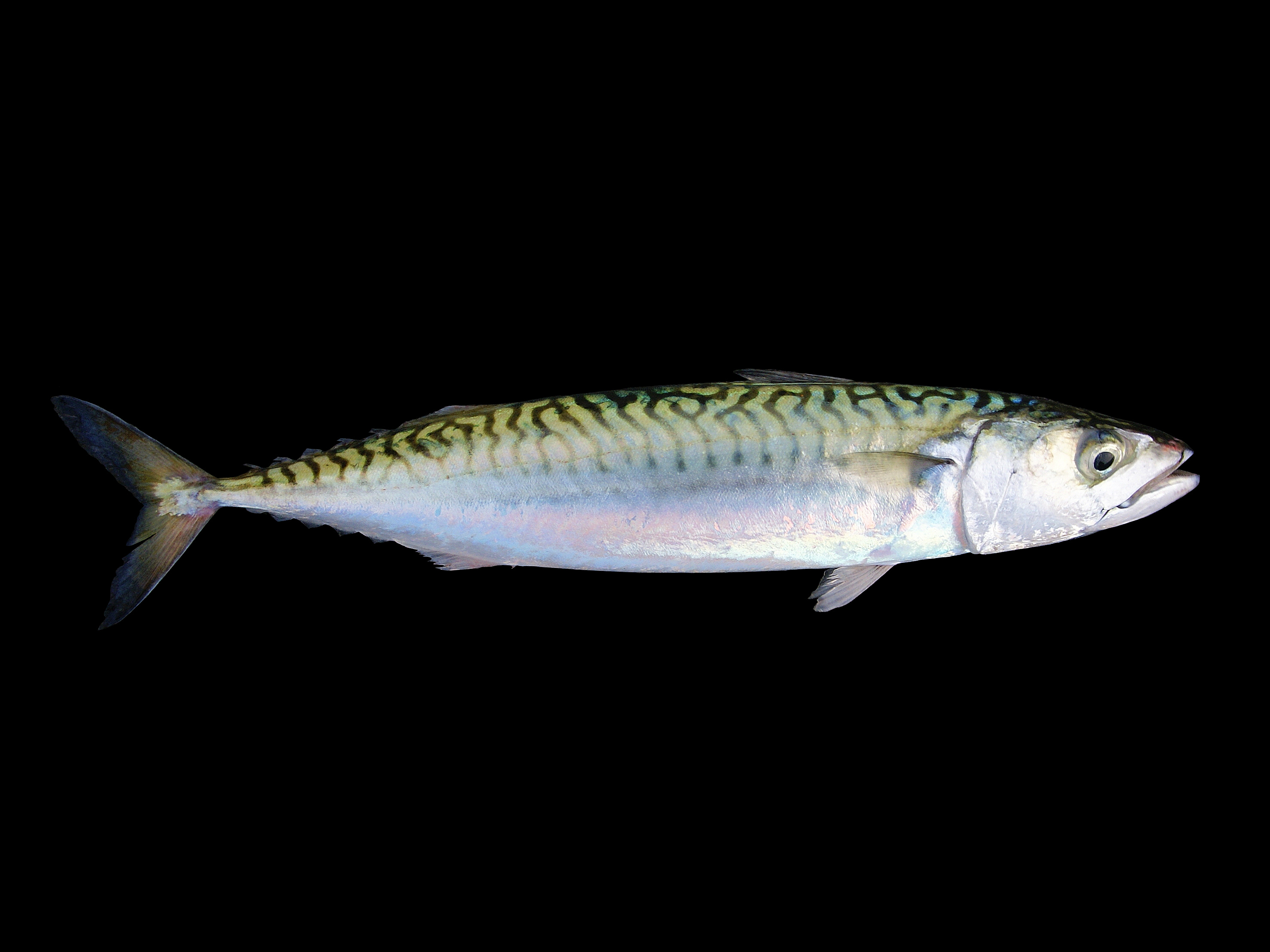
Scomber scombrus
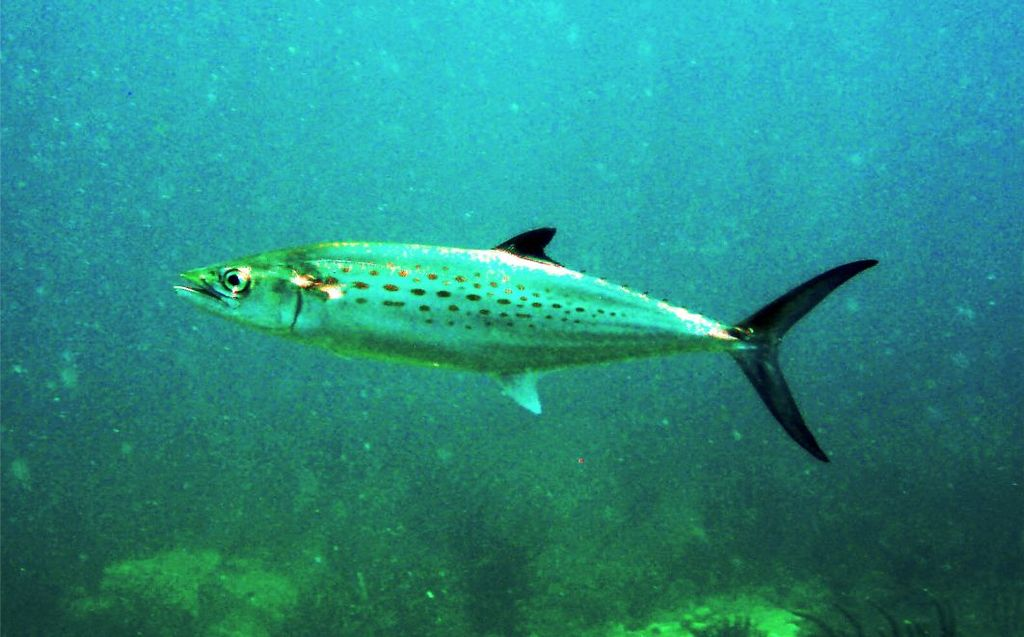
Scomberomorus maculatus
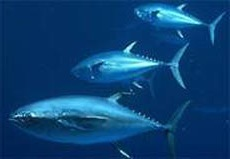
Thunnus thynnus

## Culture populaire
Aux États-Unis, le mot "Scombridae" connut un instant de gloire médiatique en 2007 quand Kiran Chetry, présentatrice sur CNN, interviewa en direct Evan M. O'Dorney, 13 ans, qui venait de remporter à Washington le Scripps National Spelling Bee (championnat américain d'orthographe).
Au cours de l'interview, elle lui proposa, en guise de test, d'épeler le mot « Scombridae ». Après lui avoir fait répéter plusieurs fois le mot, qu'il semblait mal entendre, Evan M. O'Dorney ne donna la bonne réponse qu'au deuxième essai. Il invoqua la mauvaise qualité de la liaison, l'interview étant réalisé à distance. La mise en ligne de la vidéo, à l'origine d'un mème, a quelque peu sorti le mot de la rareté.